# Маний Ацилий Балб (консул 114 пр.н.е.)
Вижте пояснителната страница за други личности с името Маний Ацилий Балб.
Маний Ацилий Балб (на латински: Manius Acilius Balbus) e римски политик и сенатор към края на 2 век пр.н.е. Той принадлежи към gens Ацилии от клон Балб.
През 117 пр.н.е. е претор, а през 114 пр.н.е. заедно с Гай Порций Катон консул.